# Kantonsrat (Zug)
Der Kantonsrat Zug ist das Parlament des Kantons Zug. Er tagt im Kantonsratssaal im Regierungsgebäude in Zug und ist die gesetzgebende und oberste aufsichtführende Behörde des Kantons. Seine 80 Mitglieder werden, verteilt auf elf Wahlkreise, nach Proporzverfahren für vier Jahre gewählt, wobei das biproportionale Sitzzuteilungsverfahren nach Pukelsheim zur Anwendung kommt. Der Kantonsrat erlässt alle grundlegenden und wichtigen Bestimmungen in Form von Gesetzen. Er tagt in der Regel einmal im Monat an einem Donnerstag. Die letzten Gesamterneuerungswahlen fanden am 2. Oktober 2022 statt.

## Aufgaben
Grundsätzliche Vorgaben zum Kantonsrat finden sich in der Zuger Kantonsverfassung in den Paragrafen 38 bis 44.
Die 80 Mitglieder des Kantonsrats werden für eine Dauer von vier Jahren gewählt. Der Rat übt unter Vorbehalt der Volksrechte die oberste Gewalt aus. Er beschliesst Gesetze und führt Aufsicht über die staatlichen Organe des Kantons, also Regierungsrat, Gerichte und sonstige Behörden. Soweit es nicht in die Zuständigkeit des Regierungsrats fällt, genehmigt oder kündigt der Kantonsrat internationale und interkantonale Verträge.
Haushaltsentwürfe und -abschlüsse von Seiten des Regierungsrates werden durch den Kantonsrat genehmigt oder verworfen. Gegen Neuausgaben einmaliger Art von mehr als 500'000 Franken oder wiederkehrender Art über 50'000 Franken kann vom Volk ein Referendum erzwungen werden, wenn innerhalb von 60 Tagen nach Veröffentlichung des Beschlusses 1500 Stimmberechtigte eine Volksabstimmung verlangen (fakultatives Finanzreferendum).
Das Büro des Kantonsrates besteht zunächst aus dem Präsidenten und einem Vizepräsidenten; sie werden in einer geheimen Wahl durch den Kantonsrat für die Dauer von zwei Jahren gewählt. Des Weiteren gehören zum Ratsbüro zwei Stimmenzähler. Auch sie werden durch den Kantonsrat für zwei Jahre gewählt. Zudem werden zwei stellvertretende Stimmenzähler gewählt, welche jedoch nicht Mitglieder des Ratsbüros sind. Das Büro wird durch den Landschreiber und dessen Stellvertreter komplettiert. Beide werden für vier Jahre gewählt und dürfen weder dem Kantons- noch dem Regierungsrat noch einem Gericht angehören.

## Parteien – Wahlergebnisse seit 1894
- ALG: 10
- CSP: 1
- SP: 8
- GLP: 6
- Mitte: 19
- FDP: 18
- SVP: 18

Der Kantonsrat (bis 1873 Grosser Rat) wurde 1848 nach der Kapitulation der konservativen Regierung im Sonderbundskrieg und der Annahme der neuen Verfassung zur Legislative des Kantons Zug. Die 1848 gewählte liberale Mehrheit ging 1850 jedoch wieder verloren. Nach einer Phase der politischen Annäherung und Zusammenarbeit der Gemässigten beider Lager ab Ende der 1850er Jahre errangen die Konservativen 1870 im Kulturkampf eine erneute Mehrheit, die mit Ausnahme von 1946–1950 bis 1982 Bestand haben sollte. Seit 1894 wird im Proporzwahlverfahren gewählt.
Die Konservative Partei wurde 1885 formell gegründet und hiess von 1912 bis 1950 Konservative Volks- und Arbeiterpartei, 1950 bis 1971 Konservativ-christlichsoziale Volkspartei und seit 1971 Christlichdemokratische Volkspartei. Die ab 1870 gegründeten liberalen Vereine schlossen sich 1894 der bundesweiten Freisinnig-Demokratischen Partei (seit 2009 FDP.Die Liberalen) an. Der zunächst den Liberalen nahestehende, 1889 gegründete Kantonalverband zugerischer Grütlivereine trat seit 1894 als Arbeiterpartei mit eigenen Listen an. 1902 erfolgte der Beitritt zur Sozialdemokratischen Partei der Schweiz.
Die 1991 gegründete Zuger Sektion der Schweizerischen Volkspartei erreicht seit 2002 etwa gleich hohe Wähleranteile wie die beiden anderen bürgerlichen Parteien. Im linken Spektrum sind 2005 die Grün-Alternativen aus der Fusion verschiedener links-grüner Gruppierungen entstanden.
Bei den Wahlen von 1894 bis 2022 erreichten die angetretenen Parteien folgende Sitzzahlen:

## Mitglieder

### Wählbarkeit
Der Paragraf 21 der Kantonsverfassung schreibt vor, dass Mitglieder des Regierungsrats und der Justiz nicht Mitglieder des Kantonsrats sein können. Auch Angehörige der kantonalen Verwaltung, die dem Regierungsrat oder einem seiner Mitglieder direkt unterstellt sind, können nicht im Kantonsrat Einsitz nehmen.

### Anzahl und Verteilung auf die Wahlkreise
Gemäss Paragraf 38, Abs. 3 der Kantonsverfassung bilden die Einwohnergemeinden des Kantons Zug die Wahlkreise für die Kantonsratswahlen. Damit ergeben sich elf Wahlkreise. Die 80 Volksvertreter sind für die Wahlen 2022 wie folgt verteilt:
| Nr. | Wahlkreis            | Einwohnerzahl per 31.12.2020 | Anzahl Vertreter (± zu 2018) |
| --- | -------------------- | ---------------------------- | ---------------------------- |
| 01  | Gemeinde Zug         | 30'934                       | 19                           |
| 02  | Gemeinde Oberägeri   | 6'382                        | 4                            |
| 03  | Gemeinde Unterägeri  | 8'972                        | 6                            |
| 04  | Gemeinde Menzingen   | 4'540                        | 3                            |
| 05  | Gemeinde Baar        | 24'686                       | 15                           |
| 06  | Gemeinde Cham        | 17'042                       | 11 (+1)                      |
| 07  | Gemeinde Hünenberg   | 8'768                        | 5 (−1)                       |
| 08  | Gemeinde Steinhausen | 10'198                       | 6                            |
| 09  | Gemeinde Risch       | 11'212                       | 7                            |
| 10  | Gemeinde Walchwil    | 3'820                        | 2                            |
| 11  | Gemeinde Neuheim     | 2'240                        | 2                            |

### Vergütung
Gemäss Paragraf 4 des Gesetzes über die Entschädigung der nebenamtlichen Behördenmitglieder erhält das Kantonsratspräsidium 307 und die Mitglieder 184 Franken pro halben Sitzungstag vergütet.
Für Sitzungen der kantonsrätlichen Kommissionen erhalten das Präsidium und die Mitglieder 104 Franken für die ersten zwei Stunden sowie 26 Franken pro weitere halbe Stunde vergütet.
Im Februar 2023 reichten Heinz Achermann, Michael Felber, Adrian Moos, Mario Reinschmidt und Ronahi Yener eine Motion „betreffend angepasste und vereinfachte finanzielle Rahmenbedingungen für Mitglieder des Zuger Kantonsrats“ ein, die deutlich höhere Vergütungen für die Fraktionen und die Mitglieder fordert. Am 1. Dezember 2023 wurde die Motion vom Kantonsrat teilerheblich erklärt. Die Vernehmlassung des daraufhin ausgearbeiteten Vorschlages der Regierung lief bis zum 13. September 2024.

### Liste der Mitglieder
Im Zuger Personen- und Ämterverzeichnis lassen sich aktuelle und ehemalige Amtsträger finden, darunter auch die Mitglieder des Zuger Kantonsrates.
Stand per 26. September 2019:
| Name                    | Partei    | Wahlkreis   | Jahrgang | Funktion                    |
| ----------------------- | --------- | ----------- | -------- | --------------------------- |
| Heinz Achermann         | Die Mitte | Hünenberg   |          | Mitglied                    |
| Drin Alaj               | SP        | Cham        | 1990     | Mitglied                    |
| † Pirmin Andermatt      | Die Mitte | Baar        | 1966     | Mitglied                    |
| Urs Andermatt           | FDP       | Baar        | 1969     | Mitglied                    |
| Michael Arnold          | FDP       | Baar        | 1987     | Mitglied                    |
| Kurt Balmer             | Die Mitte | Risch       |          | Mitglied                    |
| Monika Barmet-Schelbert | Die Mitte | Menzingen   | 1961     | Kantonsratspräsidentin      |
| Hans Baumgartner        | Die Mitte | Cham        | 1959     | Mitglied                    |
| Anna Bieri              | Die Mitte | Hünenberg   | 1985     | Mitglied                    |
| Manuel Brandenberg      | SVP       | Zug         | 1972     | Fraktionschef SVP           |
| Philipp C. Brunner      | SVP       | Zug         | 1955     | Mitglied                    |
| Laura Dittli            | Die Mitte | Oberägeri   | 1991     | Mitglied                    |
| Zari Dzaferi            | SP        | Baar        | 1985     | Mitglied                    |
| Ivo Egger               | ALG       | Baar        | 1984     | Mitglied                    |
| Benny Elsener           | Die Mitte | Zug         |          | Mitglied                    |
| Luzian Franzini         | ALG       | Zug         | 1996     | Mitglied                    |
| Thomas Gander           | FDP       | Cham        | 1984     | Mitglied                    |
| Alois Gössi             | SP        | Baar        | 1959     | Fraktionschef SP            |
| Barbara Gysel           | SP        | Zug         | 1977     | Mitglied                    |
| Esther Haas             | ALG       | Cham        | 1956     | Kantonsrats-Vizepräsidentin |
| Barbara Häseli          | Die Mitte | Baar        | 1980     | Mitglied                    |
| Andreas Hausheer        | Die Mitte | Steinhausen | 1973     | Mitglied                    |
| Mariann Hess            | ALG       | Unterägeri  | 1960     | Mitglied                    |
| Rita Hofer              | ALG       | Hünenberg   | 1963     | Mitglied                    |
| Andreas Hürlimann       | ALG       | Steinhausen | 1982     | Mitglied                    |
| Beat Iten               | SP        | Unterägeri  | 1958     | Mitglied                    |
| Patrick Iten            | Die Mitte | Oberägeri   | 1975     | Mitglied                    |
| Fabio Iten              | Die Mitte | Unterägeri  |          | Fraktionschef Die Mitte     |
| Manuela Käch            | Die Mitte | Cham        | 1975     | Mitglied                    |
| René Kryenbühl          | SVP       | Oberägeri   | 1966     | Mitglied                    |
| Hans Küng               | SVP       | Baar        | 1990     | Mitglied                    |
| Manuela Leemann         | Die Mitte | Zug         | 1981     | Mitglied                    |
| Rainer Leemann          | FDP       | Zug         | 1985     | Mitglied                    |
| Peter Letter            | FDP       | Oberägeri   | 1970     | Mitglied                    |
| Isabel Liniger          | SP        | Baar        | 1995     | Mitglied                    |
| Andreas Lustenberger    | ALG       | Baar        | 1986     | Mitglied                    |
| Thomas Magnusson        | FDP       | Menzingen   |          | Mitglied                    |
| Thomas Meierhans        | Die Mitte | Steinhausen | 1963     | Mitglied                    |
| Stefan Moos             | FDP       | Zug         |          | Mitglied                    |
| Adrian Moos             | FDP       | Zug         |          | Mitglied                    |
| Jean-Luc Mösch          | Die Mitte | Cham        | 1966     | Mitglied                    |
| Petra Muheim Quick      | FDP       | Cham        | 1969     | Mitglied                    |
| Karl Nussbaumer         | SVP       | Menzingen   | 1964     | stv. Stimmenzähler          |
| Anastas Odermatt        | ALG       | Steinhausen | 1985     | Fraktionschef ALG           |
| Marc Reichmuth          | SVP       | Steinhausen |          | Mitglied                    |
| Mario Reinschmidt       | FDP       | Steinhausen |          | Mitglied                    |
| Michael Riboni          | SVP       | Baar        | 1984     | Mitglied                    |
| Silvan Renggli          | Die Mitte | Hagendorn   | 1972     | Mitglied                    |
| Beni Riedi              | SVP       | Baar        | 1988     | Mitglied                    |
| Adrian Risi             | SVP       | Zug         | 1962     | Mitglied                    |
| Flavio Roos             | SVP       | Risch       | 1970     | Mitglied                    |
| Richard Rüegg           | Die Mitte | Zug         | 1960     | Mitglied                    |
| Peter Rust              | Die Mitte | Walchwil    |          | Mitglied                    |
| Ralph Ryser             | SVP       | Unterägeri  | 1964     | Stimmenzähler               |
| Heini Schmid            | Die Mitte | Baar        | 1961     | Mitglied                    |
| Steffen Schneider       | FDP       | Risch       |          | Mitglied                    |
| Hanni Schriber-Neiger   | ALG       | Risch       | 1959     | Mitglied                    |
| Hubert Schuler          | SP        | Hünenberg   | 1957     | Mitglied                    |
| Emil Schweizer          | SVP       | Neuheim     | 1964     | Mitglied                    |
| Markus Simmen           | Die Mitte | Neuheim     |          | Mitglied                    |
| Rupan Sivaganesan       | SP        | Zug         | 1981     | Mitglied                    |
| Claus Soltermann        | GLP       | Cham        | 1955     | Mitglied                    |
| Anna Spescha            | SP        | Zug         |          | Mitglied                    |
| Markus Spörri           | FDP       | Unterägeri  |          | stv. Stimmenzähler          |
| Daniel Stadlin          | GLP       | Zug         | 1954     | Mitglied                    |
| Cornelia Stocker        | FDP       | Zug         | 1963     | Mitglied                    |
| Rainer Suter            | SVP       | Cham        | 1968     | Mitglied                    |
| Guido Suter             | SP        | Walchwil    | 1961     | Mitglied                    |
| Karen Umbach            | FDP       | Zug         | 1961     | Fraktionschefin FDP         |
| Beat Unternährer        | FDP       | Hünenberg   | 1962     | Mitglied                    |
| Thomas Villiger         | SVP       | Hünenberg   | 1978     | Mitglied                    |
| Stéphanie Vuichard      | ALG       | Zug         |          | Mitglied                    |
| Oliver Wandfluh         | SVP       | Baar        | 1969     | Mitglied                    |
| Brigitte Wenzin Widmer  | SVP       | Cham        | 1969     | Mitglied                    |
| Matthias Werder         | SVP       | Risch       | 1980     | Mitglied                    |
| Thomas Werner           | SVP       | Unterägeri  | 1972     | Mitglied                    |
| Roger Wiederkehr        | Die Mitte | Risch       | 1966     | Mitglied                    |
| Helene Zimmermann       | FDP       | Risch       |          | Stimmenzählerin             |
| Martin Zimmermann       | GLP       | Baar        | 1978     | Mitglied                    |
| Tabea Zimmermann Gibson | ALG       | Zug         | 1970     | Mitglied                    |
| Nicole Zweifel          | GLP       | Zug         | 1974     | Mitglied                    |

## Zuger Attentat
→ Hauptartikel: Zuger Attentat
Am 27. September 2001 wurde während einer Sitzung des Kantonsrates im Zuger Parlamentsgebäude ein Attentat verübt. Der Attentäter Friedrich Leibacher erschoss dabei 14 Politiker, darunter drei Regierungsräte sowie den Kantonsratspräsidenten, und nahm sich darauf selbst das Leben.